# NGC 2963
NGC 2963 je galaksija u zviježđu Zmaju.

## Vanjske poveznice
- SEDS: NGC 2963